# سفارة إيطاليا في بلغاريا
سفارة إيطاليا في بلغاريا هي أرفع تمثيل دبلوماسي لدولة إيطاليا لدى بلغاريا. تقع السفارة في Stolichna Municipality ‏ وهي تهدف لتعزيز المصالح الإيطالية في بلغاريا.

## وصلات خارجية
- قائمة سفارات إيطاليا
- قائمة السفارات في بلغاريا